# Coroa de Nossa Senhora das Lágrimas

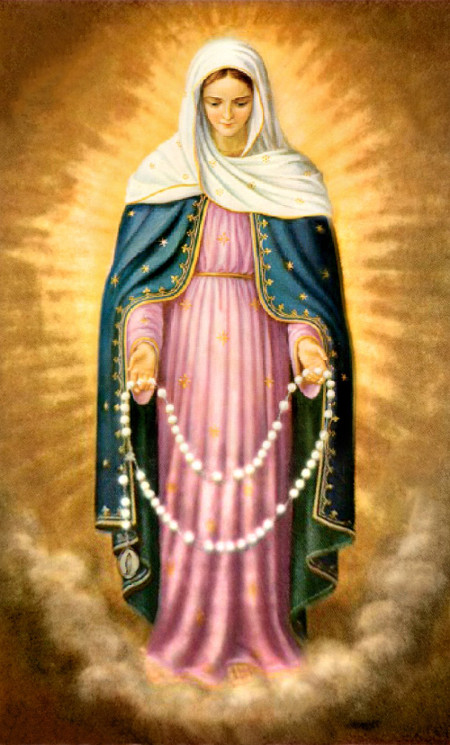
Nossa Senhora das Lágrimas conforme apareceu à Irmã Amália de Jesus Flagelado em Campinas.

A Coroa de Nossa Senhora das Lágrimas, também chamada de Coroa (ou Rosário) das Lágrimas de Maria, é uma devoção religiosa católica que teve a sua origem nas várias aparições que a Irmã Amália de Jesus Flagelado (1901–1977) recebeu de Jesus Cristo e de Maria Santíssima em Campinas, no Brasil. Esta piedosa devoção consiste na recitação de um conjunto de jaculatórias ditadas por Jesus e que devem ser rezadas através do uso de um rosário similar — embora com contas brancas — ao da Coroa de Nossa Senhora das Dores.

## História

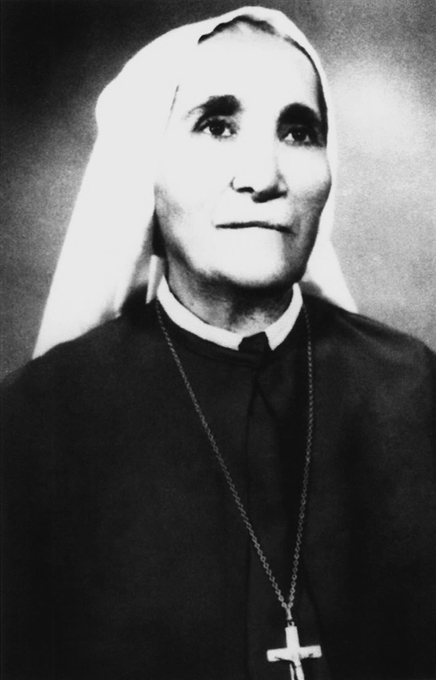
Irmã Amália de Jesus Flagelado foi a vidente a quem foi ensinada as orações da Coroa (ou Rosário) de Nossa Senhora das Lágrimas.

Foi no Instituto das Missionárias de Jesus Crucificado, fundado por Dom Francisco de Campos Barreto, Bispo de Campinas, que viveu a Irmã Amália de Jesus Flagelado (pelo batismo, Amália Aguirre), a freira espanhola agraciada com o fenómeno dos sagrados estigmas de Nosso Senhor Jesus Cristo e com inúmeras aparições marianas. Esta religiosa fez parte do grupo de primeiras irmãs e foi cofundadora do Instituto, tendo professado os seus votos perpétuos no dia 8 de dezembro de 1931.
Na década de 1930, na capela da Avenida Benjamin Constant, n.º 1344 (esquina com a Rua Luzitana, n.º 1331), em Campinas, no Estado de São Paulo, no Brasil, a Virgem Maria e o Seu próprio filho, Jesus Manietado, terão aparecido várias vezes à Serva de Deus Irmã Amália de Jesus Flagelado, comunicando-lhe muitas mensagens com apelos de oração, de sacrifício e de penitência. A Santíssima Virgem Maria apresentou-se como Nossa Senhora das Lágrimas e revelou-lhe a Coroa (ou Rosário) das Lágrimas.
No dia 8 de abril de 1930, Nossa Senhora revelou também à Irmã Amália uma nova medalha milagrosa, a medalha da evocação às Suas lágrimas, e pediu-lhe que, conjuntamente com a Coroa (ou Rosário) das Lágrimas, a difundisse pelo mundo inteiro, pois através dessa mesma medalha se dariam muitos prodígios, um grande número de conversões e muitas almas seriam salvas. Por ordem da Mãe de Deus, a medalha traz cunhada na frente a imagem de Nossa Senhora das Lágrimas entregando a Coroa (ou Rosário) das Lágrimas à Irmã Amália, exatamente como aconteceu na aparição de 8 de março de 1930, e com as palavras ao redor: '"Ó Virgem Dolorosíssima, as Vossas Lágrimas derrubaram o império infernal!"; no verso, a medalha traz cunhada a imagem de Jesus Manietado (ou seja, com as mãos amarradas durante a Sua Paixão) com as seguintes palavras: "Por Vossa Mansidão Divina, ó Jesus Manietado, salvai o mundo do erro que o ameaça!".
Embora a Irmã Amália de Jesus Flagelado, a partir do ano de 1934, tenha conseguido divulgar a Coroa e a Medalha das Lágrimas de Maria, e essa devoção até tenha chegado a alguns países estrangeiros, essa obra de salvação provinda da Mãe de Deus permaneceu durante várias décadas quase desconhecida. Já no início do século XXI, e após vários anos de pesquisa de informação, de um estudo rigoroso dos recursos documentais existentes e da recolha e análise de vários testemunhos pessoais, o missionário católico português Renato Carrasquinho dedicou-se a compilar todos os escritos e as mensagens originais reveladas à Irmã Amália e reconstruiu biograficamente a vida da religiosa com total rigor. No dia 13 de maio de 2017, em pleno centenário evocativo das aparições de Fátima, em Portugal, e que antecederam as aparições ocorridas em Campinas, no Brasil, com o desejo de dar uma resposta mais eficaz aos apelos feitos por Cristo e pela Santíssima Virgem, ele próprio fundou, com representação em todo o mundo, a associação de fiéis católicos intitulada Apostolado Internacional de Nossa Senhora das Lágrimas.

## A recitação da Coroa (ou Rosário) das Lágrimas de Maria

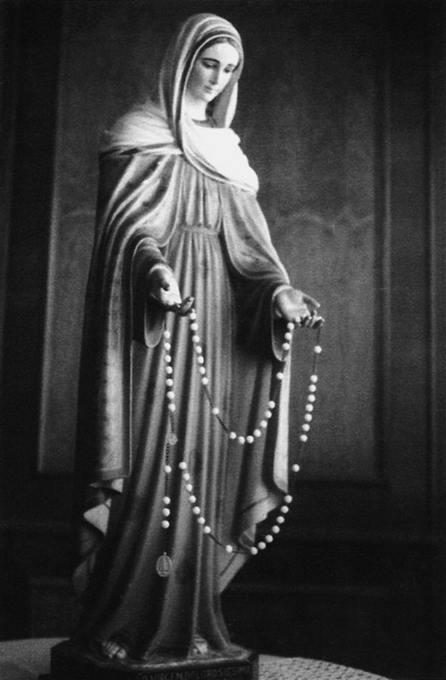
Estátua original de Nossa Senhora das Lágrimas em Campinas, no Brasil.

A Coroa de Nossa Senhora das Lágrimas reza-se a qualquer hora do dia, sempre meditando na Paixão de Jesus, nas Dores e nas Lágrimas da Virgem Maria, e com recurso a um rosário que inclua 49 contas brancas, divididas em grupos de sete, por sete contas igualmente brancas. É, portanto, semelhante à Coroa das Dores de Maria, embora de cor diferente. Deve conter ainda mais três contas finais e uma medalha com a imagem de Nossa Senhora das Lágrimas — de um lado — e a imagem de Jesus Manietado — de outro lado.
Oração inicial:
Eis-nos aqui aos Vossos pés, ó dulcíssimo Jesus Crucificado, para Vos oferecermos as lágrimas d'Aquela que, com tanto amor, Vos acompanhou no caminho doloroso do Calvário. Fazei, ó bom Mestre, que nós saibamos aproveitar da lição que elas nos dão, para que, na Terra, realizando a Vossa Santíssima Vontade, possamos um dia, no Céu, Vos louvar por toda a eternidade.
Nas contas brancas (que separam os grupos de 7):
Vede, ó Jesus, que são as lágrimas d'Aquela que mais Vos amou na Terra, e que mais Vos ama no Céu.
Nas contas brancas (grupos de 7):
Meu Jesus, ouvi os nossos rogos, pelas Lágrimas de Vossa Mãe Santíssima.
Nas três contas brancas finais, repete-se três vezes:
Vede, ó Jesus, que são as lágrimas d'Aquela que mais Vos amou na Terra, e que mais Vos ama no Céu.
Oração final:
Virgem Santíssima e Mãe das Dores, nós Vos pedimos que junteis os Vossos rogos aos nossos, a fim de que Jesus, Vosso Divino Filho, a quem nos dirigimos em nome das Vossas lágrimas de Mãe, ouça as nossas preces e nos conceda, com as graças que desejamos, a coroa da vida eterna. Ámen.
Jaculatórias finais (se devem dizer com toda a confiança):
— Por Vossa Mansidão Divina, ó Jesus Manietado, salvai o mundo do erro que o ameaça!

— Ó Virgem Dolorosíssima, as Vossas Lágrimas derrubaram o império infernal!

## A «Grande Promessa» de Jesus
Nas Suas aparições e revelações à Irmã Amália de Jesus Flagelado, Jesus apresentou-lhe uma grande e prodigiosa promessa:

## Aprovações eclesiásticas
A devoção da Coroa de Nossa Senhora das Lágrimas, composta pelas orações ditadas por Jesus à Irmã Amália, obteve rapidamente a aprovação oficial de inúmeras autoridades eclesiásticas em como, do ponto de vista moral e doutrinário, poderia e deveria ser amplamente divulgada — com a concessão do Nihil obstat ('nada contra') e do Imprimatur ('que se imprima'). Essa mesma permissão, ou autorização formal, foi concedida por:
- Imprimatur: † Bispo Francisco de Campos Barreto, Diocese de Campinas, SP (Brasil), 8 de março de 1931
- Imprimatur: † Bispo Michael James Gallagher, Diocese de Detroit, MI (Estados Unidos), 22 de março de 1935
- Imprimatur: † Arcebispo John Robert Roach, D.D., Arquidiocese de Saint Paul e Minneapolis, MN (Estados Unidos)
- Nihil obstat N.º 924/1935: Ansgarus Borsiczky, Censor Diocesano em Sopron (Hungria), 25 de maio de 1935
- Imprimatur: † Bispo Stephanus Breyer, Diocese de Győr (Hungria), 13 de julho de 1935
- Imprimatur: † Vigário Geral Ferdinand Buchwieser, Arquidiocese de Munique e Frisinga (Alemanha), 22 de março de 1935